# Klebebrücke
Unter einer Klebebrücke oder Adhäsivbrücke, auch Marylandbrücke, versteht man eine festsitzende Brücke als Zahnersatz, die mittels eines Befestigungskunststoffs an die säuregeätzte Schmelzoberfläche von Pfeilerzähnen geklebt wird und aus einem Metall- oder Keramikgerüst besteht.

Eingesetzte Klebebrücke / Ansicht von vorn

## Entwicklung der Klebebrücke

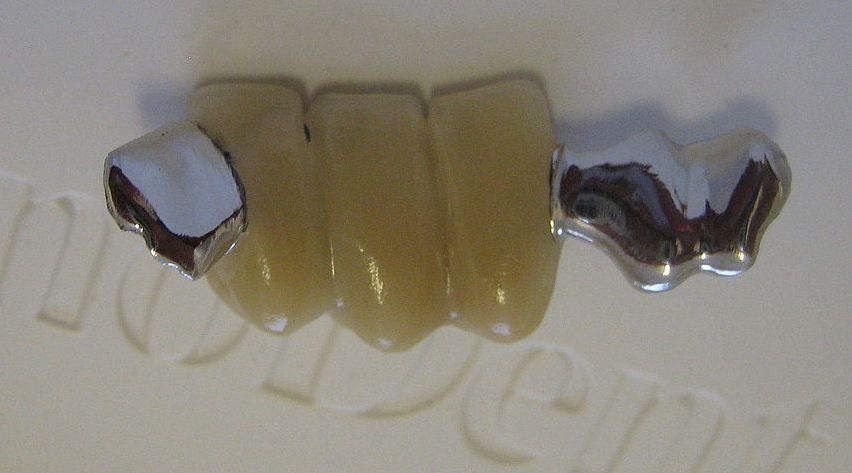
Marylandbrücke zum Ersatz von drei unteren Schneidezähnen, Ansicht von lingual (innen). Die metallenen Flügel sind von außen nicht sichtbar.

Jugendliches Gebiss mit einer genetischen Nichtanlage (Lücke oben rechts) und einer Fehlbildung der seitlichen Schneidezähne in kieferorthopädischer Behandlung

Die Klebebrücke geht auf ein von Buonocuore (1955) entwickeltes Verfahren zurück, bei dem die Haftung von Kunststoff am Zahn durch das Anätzen des oberflächlichen Zahnschmelzes ermöglicht wird. Mithilfe dieser Technik wurden in den 1970er Jahren erstmals künstliche Zähne mit speziellen Kompositkunststoffen an angrenzenden Zähnen befestigt. Dabei kamen jedoch noch keine gegossenen Metallsubstrukturen zum Einsatz, sodass das Langzeitergebnis, also eine lang anhaltende Haftung des Kunststoff, ausblieb.
Alain L. Rochette gelang es 1973 als Erstem, Metallschienen mit Makroretentionen an Unterkieferfrontzähnen zu befestigen und damit eine Haftung von mehr als 24 Monaten zu ermöglichen. In einer Weiterentwicklung dieser Methode durch Howe und Denehy (1977) wurden erstmals einzelne Frontzähne durch Klebebrücken mit stabilisierenden Nichtedelmetallgerüsten ersetzt, auch wenn dies zunächst nur als provisorische Versorgung geplant war. Einen weiteren wichtigen Schritt in der Entwicklung der Klebebrücke setzten Gus J. Livaditis und Van P. Thompson von der University of Maryland (daher auch die Bezeichnung Marylandbrücke). Sie nahmen Präparationen im Zahnschmelz vor und verankerten – nach einer elektrolytischen Ätzung der verwendeten Nichtedelmetallgerüste – das Befestigungskomposit mikromechanisch im Metall.
Weiter vorangetrieben wurde diese Methode durch neue Klebezemente und die Einführung neuerer mechano-chemischer Verbundsysteme, die den Kunststoff-Metall- bzw. Keramik-Metallverbund und damit auch die Langzeitprognose (Haltbarkeit) von Klebebrücken verbesserten. Zu Beginn der 1990er Jahre stellte Matthias Kern die zweiflügelige vollkeramische Adhäsivbrücke vor, in Hinblick auf Ästhetik und Biokompatibilität die bessere Alternative zur metallkeramischen Adhäsivbrücke. Nachdem die zweiflügelige vollkeramische Adhäsivbrücke eine relativ hohe Frakturrate einer der beiden Verbinder zu den Nachbarzähnen aufwies, wurde sie von der einflügeligen vollkeramischen Adhäsivbrücke abgelöst, d. h. der fehlende Zahn wurde nur noch von einem Verbinder zum Nachbarzahn gehalten.

## Anwendungsgebiete und Indikationsstellung
Sofern Einzelzahnimplantate nicht angewendet werden können oder sollen, kommt die Klebebrücke bei Einzelzahnlücken zum Einsatz, die in der Regel von karies- und füllungsfreien Nachbarzähnen begrenzt sein sollten. Eine Altersgrenze für zweiflügelige verblockte Klebebrücken besteht nur bei Jugendlichen, bei denen auf den Durchbruch der bleibenden (permanenten) Eckzähne gewartet werden soll. Klebebrücken, die indes nicht eingesetzt werden, um zwei Zähne miteinander zu verblocken, können durchaus schon bei Kindern und Jugendlichen im Zahnwechsel eingegliedert werden.
Bei Jugendlichen werden Klebebrücken vor allem eingesetzt, wenn die Zähne aufgrund von Nichtanlage oder Unfällen fehlen oder nach kieferorthopädischer Behandlung eine Lückenbildung stattgefunden hat. Bei Erwachsenen ist der häufigste Grund für Zahnverlust eine Zahnfleischerkrankung.
Die Klebebrücke sollte im Oberkiefer-Frontzahnbereich und im Seitenzahnbereich nicht mehr als einen Zahn ersetzen. Im Unterkiefer-Frontzahnbereich sollten maximal die vier Schneidezähne ersetzt werden und dies nur dann, wenn in dieser Region ein gerader Kieferverlauf besteht.
Eine wichtige Voraussetzung für die Versorgung mit Klebebrücken ist die relative Kariesfreiheit der Pfeilerzähne und ein ausreichender Zahnschmelz, der beim Klebevorgang erforderlich ist. Kleinere Füllungen in den Pfeilerzähnen können belassen werden, sollten aber vor dem Kleben des Zahnersatzes speziell behandelt (konditioniert) werden.
Weiterhin ist es wichtig, dass die Größe der Lücke dem zu ersetzenden Zahn entspricht und parafunktionelle Belastungen (z. B. Knirschen oder Pressen) berücksichtigt werden. Falls der Patient bereits eine kieferorthopädische Behandlung erfuhr, sollte eine acht- bis sechswöchige Retentionsphase (keine aktive Bewegung der Zähne mehr) dem Einsetzen einer Klebebrücke vorausgehen.
In der S3-Leitlinie für vollkeramische Kronen und Brücken werden einflügelige vollkeramische Adhäsivbrücken als evidenzbasierte Therapie geführt und empfohlen. Zudem sind in Deutschland einspannige Adhäsivbrücken mit Keramikgerüst zum Ersatz von einzelnen oder zwei nebeneinander fehlenden Schneidezähnen die Regelversorgung. Vollkeramische  Adhäsivbrücken können als gleichartige Versorgung im Rahmen der gesetzlichen Krankenversicherung bezuschusst werden.

Zahn nach der Präparation für eine Klebebrücke, vom Gaumen aus fotografiert

## Kontraindikationen
Um ein zufriedenstellendes Ergebnis bei der Versorgung mit einer Klebebrücke zu erzielen, sollten alle Voraussetzungen, die dieser Zahnersatz erfordert, erfüllt sein. Es ist beispielsweise wichtig, dass der Grad rotierter oder gekippter Zähne nicht zu hoch ist. Des Weiteren sollte die Zahnlücke stets größer sein als die Breite des künstlichen Zahns. Ebenfalls zu berücksichtigen ist, dass die Klebefläche an dem Befestigungszahn ausreichend groß sein muss. Wenn sie aufgrund von Füllungen, Abrasionen, Attritionen oder Schmelzanomalien so gering ist, dass ein Halt der Klebebrücke nicht garantiert werden kann, sollte eine Zahnersatzversorgung mittels Implantat in Erwägung gezogen werden. Auch ist anderen Versorgungen der Vorzug zu geben, sofern der Patient Kontaktsportarten (z. B. Boxen, Karate, Eishockey etc.) ausübt. Bei einem sehr tiefen Biss oder Knirschen und Pressen ist bei der Versorgung mit Klebebrücken ebenfalls Vorsicht geboten, da sie in diesen Fällen Belastungen ausgesetzt sind, die zum Verlust des Zahnersatzes führen können.

## Vor- und Nachteile
Neben offenkundigen Vorteilen der Klebebrücke, u. a. geringer Substanzverlust der tragenden Zähne, Vermeiden von Irritation des Zahnnerven, gute Zahnfleischprophylaxe, geringe Kosten, Behandlung ohne Lokalanästhesie, Erhalt konventioneller Zahnersatzversorgungsalternativen, sprechen folgende Gründe für die Versorgung mit der einflügeligen vollkeramischen Adhäsivbrücke:
- anwendbar bei Jugendlichen vor Abschluss des Kieferwachstums;
- unbemerktes Lösen eines Klebeflügels ist ausgeschlossen (keine Kariesgefahr);
- kein unphysiologisches Verblocken von Nachbarzähnen;
- vereinfachte Präparation.[13]

Die Erfolgsraten bei Klebebrücken werden stark von den verwendeten Techniken und der Behandlungspräzision beeinflusst. Das Verfahren, eine Klebebrücke herzustellen und einzugliedern, ist folglich sehr techniksensitiv. Ferner besteht bei einer gelösten Klebebrücke das Risiko, dass sie verschluckt werden und in die Atemwege gelangen kann. Die in der Literatur publizierten Komplikationen lassen jedoch darauf schließen, dass die Gefahr einer Aspiration gering ist.
Um einen Langzeiterfolg dieser Versorgung zu unterstützen, ist eine gute Mundhygiene und regelmäßige Nachsorge der Versorgung wichtig. Ein weiterer Nachteil dieses Zahnersatzes ist der relativ eng gefasste Anwendungsbereich.

Klebebrücke am linken Schneidezahn in der Ansicht vom Gaumen

## Haltbarkeit
Die weltweit größte klinische Untersuchung über die Erfolgsquote von Adhäsivbrücken ist die multizentrische Beobachtungsstudie der Arbeitsgruppe um Kerschbaum, in der über 2800 Adhäsivrestaurationen erfasst sind. Laut dieser Studie beträgt die primäre Misserfolgsquote bei einer dreigliedrigen Adhäsivbrücke nach fünf Jahren Tragedauer 33,9 Prozent. Über die fünfjährige Tragedauer hinaus, bei einer anschließenden Wiederbefestigung blieben 87,1 Prozent der Klebebrücken intakt. Das primäre Lösen einer Adhäsivbrücke ist also nicht mit einem endgültigen Misserfolg der Versorgung gleichzusetzen. In einer jüngeren Studie aus dem Jahr 2011, in der man die Langzeitbewährung von Klebebrücken aus Aluminiumoxidkeramik nach zehn Jahren untersuchte, lautet das Ergebnis: 73,9 Prozent der vollkeramischen Klebebrücken mit zwei Klebeflügeln und 94,4 Prozent der vollkeramischen Klebebrücken mit einem Klebeflügeln wurden als voll funktionsfähig beurteilt. Noch bessere Ergebnisse liefern einflügelige Klebebrücken zum Ersatz von fehlenden Schneidezähnen, wenn sie aus hochfester Zirkonoxidkeramik gefertigt wurden: Hier funktionierten nach 10 Jahren noch 98,2 Prozent aller Klebebrücken, wobei 8 Prozent über diesen Zeitraum einmal wieder befestigt werden mussten.

## Materialien
Generell können Klebebrücken aus mit Keramik verblendetem Metall zum Ersatz von Front- und Seitenzähnen verwendet werden, während sich der Einsatz von Vollkeramikbrücken auf den Frontzahnbereich beschränken sollte. Wenn Metall als Gerüstmaterial gewählt wird, sind Nichtedelmetalllegierungen (in der Regel aus Kobalt-Chrom) Edelmetalllegierungen vorzuziehen, da Erstere ein höheres Elastizitätsmodul aufweisen und sich besser verkleben lassen.

Klebebrücken an unteren Backenzähnen mit einem Gerüst aus Metall (oben), aus Zirkoniumdioxid (unten) und einem fertig verblendeten Gerüst (rechts)

## Richtlinien des Gemeinsamen Bundesausschusses
Der Gemeinsame Bundesausschuss (G-BA) hat die Richtlinien für die Zahnersatzversorgung 2016 erweitert.

„Bei Versicherten, die das 14. aber noch nicht das 21. Lebensjahr vollendet haben, können zum Ersatz von zwei nebeneinander fehlenden Schneidezähnen bei ausreichendem oralen Schmelzangebot der Pfeilerzähne eine einspannige Adhäsivbrücke mit Metallgerüst mit zwei Flügeln oder zwei einspannige Adhäsivbrücken mit Metallgerüst mit je einem Flügel angezeigt sein. Zum Ersatz eines Schneidezahns kann bei ausreichendem oralem Schmelzangebot an einem oder beiden Pfeilerzähnen eine einspannige Adhäsivbrücke mit Metallgerüst mit einem oder zwei Flügeln angezeigt sein. Bei einflügeligen Adhäsivbrücken zum Ersatz eines Schneidezahns sollte der an das Brückenglied der Adhäsivbrücke angrenzende Zahn, der nicht Träger eines Flügels ist, nicht überkronungsbedürftig und nicht mit einer erneuerungsbedürftigen Krone versorgt sein.“